# ماريان كوالسكي
ماريان كوالسكي (بالروسية: Ковальский, Мариан Альбертович)‏ (و. 1821 – 1884 م) هو عالم فلك من الإمبراطورية الروسية .
توفي في قازان، عن عمر يناهز 63 عاماً.

## التعليم
تعلم في جامعة سانت بطرسبورغ الحكومية

## مناصب وهيئات
أدار جامعة كازان.